# Theodor Alexander Nühsmann
Theodor Alexander Nühsmann (* 8. März 1885 in Celle; † 1. Februar 1962 in Oberaudorf, Landkreis Rosenheim) war ein deutscher Sanitätsoffizier und HNO-Arzt.

## Leben und Arbeit
Er absolvierte seinen Schulabschluss mit Abitur im Jahr 1903 in Braunschweig. Sodann trat Nühsmann noch im gleichen Jahr in die Kaiser-Wilhelms-Akademie für das militärärztliche Bildungswesen in Berlin ein. Im gleichen Jahre erhielt er beim 4. Garde-Regiment zu Fuß eine militärische Ausbildung. 1904 wurde er im Pépinière-Corps Suevo-Borussia recipiert. Er wurde 1908 zum Unterarzt ernannt und zur klinischen Ausbildung an die Charité kommandiert. 1909 bestand er das Staatsexamen und wurde im selben Jahr zum Dr. med. promoviert. 1912 war er, vom Infanterie-Regiment 21 kommend, als Oberarzt (Beförderung am 27. Januar 1912) beim Depot der Garde-Train-Bataillons in Berlin und ging von dort 1913 zum 2. Garde-Regiment zu Fuß (Berlin), welches er im gleichen Jahr mit der Abkommandierung an die Ohrenklinik der Universität Halle verließ.
Nach dem Ende des Ersten Weltkrieges kam Nühsmann vollständig an die Friedrichs-Universität Halle, wo er sich 1921 als Assistent von Alfred Denker für Hals-Nasen-Ohren-Heilkunde habilitierte. 1926–1934 leitete er als Chefarzt die Klinik für HNO-Heilkunde im Klinikum Dortmund. Ohne die Mitwirkung der Medizinischen Fakultät wurde er dann 1934 zum Ordinarius und Direktor der Universitäts-Hals-Nasen-Ohrenklinik in Bonn ernannt. 1941 wechselte er an die Reichsuniversität Straßburg, an der er bis 1945 blieb. Hier war Horst Ludwig Wullstein einer seiner Oberärzte.
Im Jahr 1946 lehnte er Rufe an die Martin-Luther-Universität Halle-Wittenberg und die Universität Leipzig ab. 1948–1954 führte er eine HNO-Praxis in Dortmund. 1947 wurde er Kommissar an der Julius-Maximilians-Universität Würzburg und 1958 formal als Professor emeritiert.
Er war von 1919 bis 1925 Mitglied des Stahlhelm, Bund der Frontsoldaten, ab 1930 Mitglied der Sturmabteilung und finanzieller Förderer der Nationalsozialistischen Deutschen Arbeiterpartei.

## Werke (Auswahl)
- Ein neues Verfahren zur Behandlung akuter und chronischer Schleimhauterkrankungen der oberen Luftwege. In: Archiv für Ohren-, Nasen- und Kehlkopfheilkunde, 106, 1920, S. 156–166.
- Zur Behandlung des rhinogenen Asthmas. In: Archiv für Ohren-, Nasen- und Kehlkopfheilkunde, 146, 1939, S. 209–216.
- Über die Verwendbarkeit der zeissschen Lupenbrille in der Hals-Nasen-Ohrenheilkunde. In: Archiv für Ohren-, Nasen- und Kehlkopfheilkunde, 148, 1940, S. 108–116.